# Bridge of the Horns

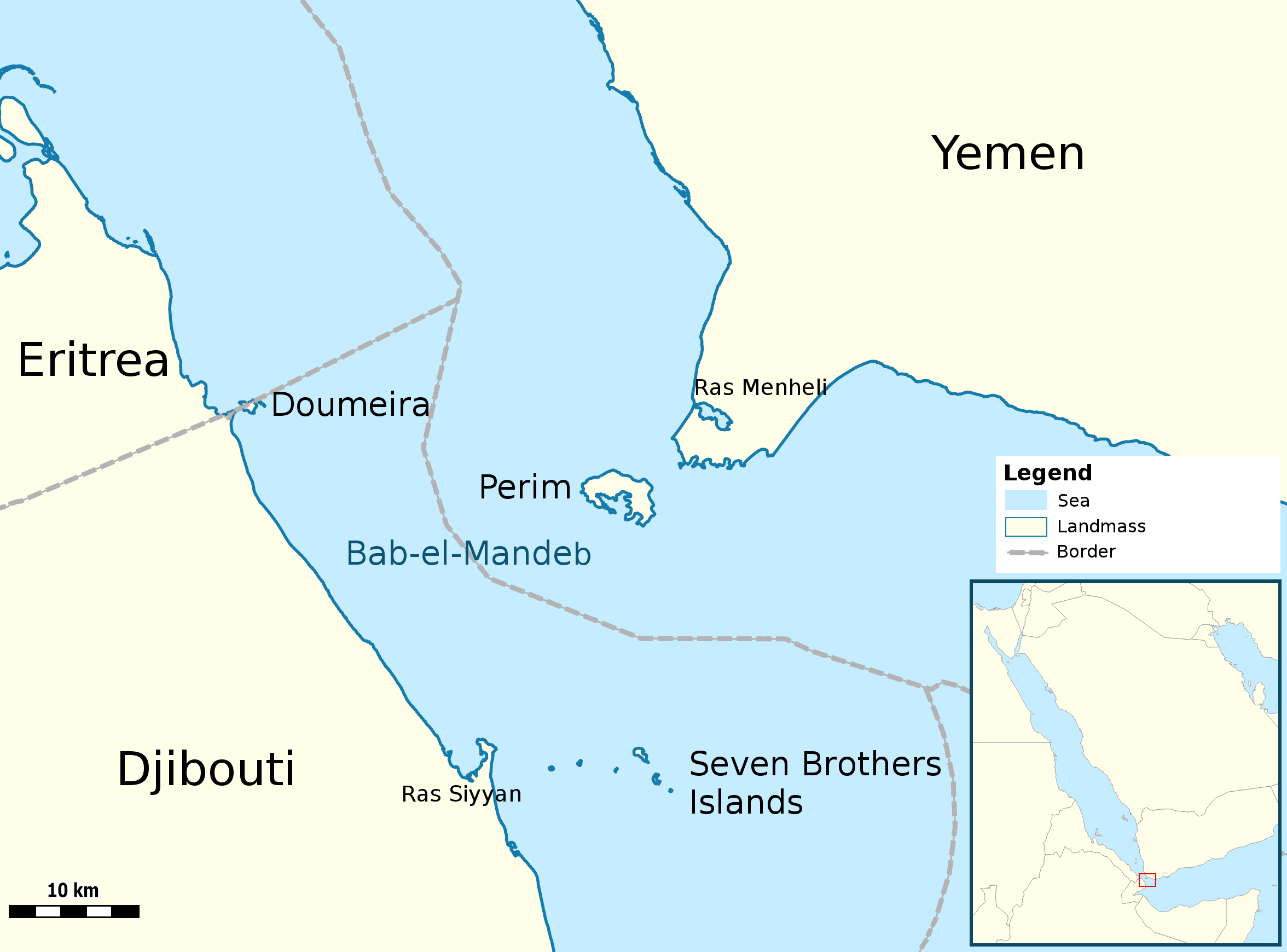
Der Bab al-Mandab mit der Insel Perim

Die Bridge of the Horns ist eine geplante Brücke, die zwischen dem Jemen und Dschibuti den Bab al-Mandab zwischen dem Golf von Aden und dem Roten Meer überqueren soll. Das Projekt sollte bereits im Jahr 2020 abgeschlossen sein, ist allerdings unter anderem wegen des Bürgerkriegs im Jemen stark im Verzug. Ob die Brücke jemals fertiggestellt wird, ist aktuell unklar.

## Planung
Der Plan für die Brücke wurde 2008 vom Unternehmen Middle East Development LLC, das von Tarik bin Laden, einem Halbbruder von Osama bin Laden, geführt wird, veröffentlicht. Umgesetzt werden soll das Projekt vom Unternehmen Noor City Development Corporation. Die Brücke sollte mit einer Länge von 29 Kilometern die Meerenge zwischen Dschibuti und dem Jemen überspannen. Vom jemenitischen Festland verläuft die Brücke über die Insel Perim nach Dschibuti. 100.000 Autos und 50.000 Zugpassagiere sollen die geplante Brücke täglich überqueren. An beiden Enden der Brücke soll eine Stadt namens Al Noor City entstehen. Diese Städte sollen ausschließlich mit erneuerbarer Energie betrieben werden. Den Erwartungen des Investors zufolge sollte Al Noor auf dschibutischer Seite im Jahr 2025 2,5 Millionen Einwohner haben, die Zwillingsstadt auf jemenitischer Seite sogar 4,5 Millionen.

## Ziele des Projekts
- Schaffung einer schnellen Verbindung zwischen Afrika und Asien
- Erleichterung der Haddsch nach Mekka
- Schaffung eines wichtigen Verkehrsknotenpunktes in den Ländern Jemen und Dschibuti, der die dortige Entwicklung unterstützt
- Erleichterung des Handels zwischen Asien und Afrika[4][3]